# 阴道前庭窝
阴道前庭窝（fossa of vestibule of vagina, fossa navicularis），是一个阴道/处女膜到阴唇系带之间的船型凹地。可以在处女膜和小阴唇之间的在巴多林氏管上凹槽组织中可看到小型开口。

## 其他图像

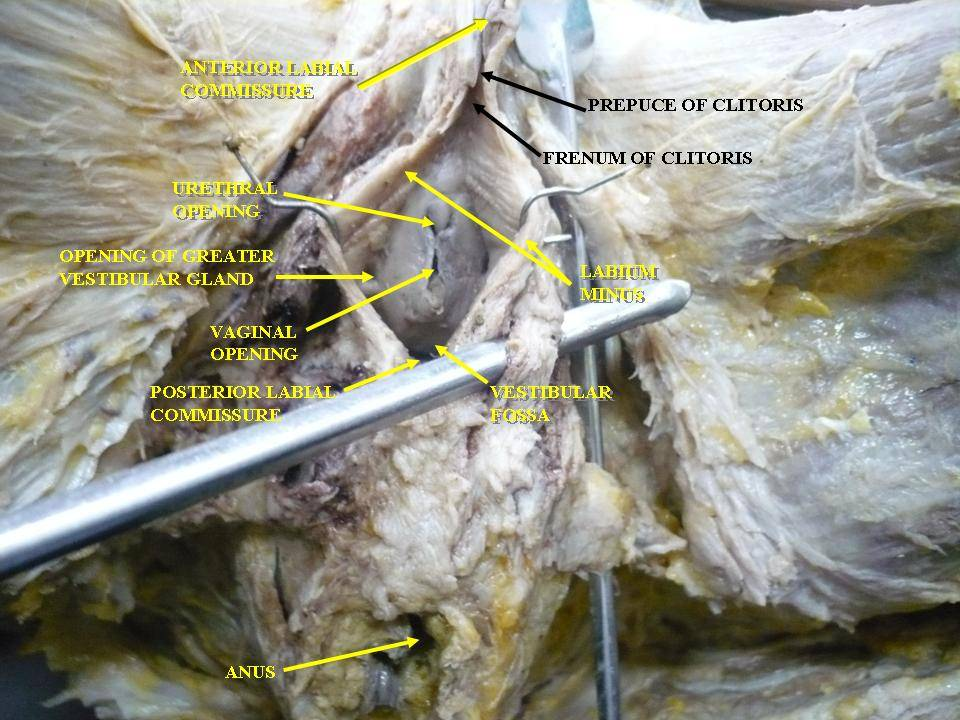
在解剖中的阴道前庭窝

## 其他
- 阴道前庭